# Stadio Artemio Franchi (Florencja)
Stadio Artemio Franchi – stadion piłkarski znajdujący się w mieście Florencja we Włoszech.
Podziały na trybuny:
- Fiesole – 11 699
- Ferrovia – 10 395
- Maraton – 10 462
- Główna – 13 563
- Honorowa – 224

Liczba miejsc:
- Miejsca prasowe: 145
- Miejsca odkryte: 32 556
- Miejsca zadaszone: 13 932

Swoje mecze rozgrywa na nim zespół ACF Fiorentina. Jego pojemność wynosi 47 495.
Projektantem stadionu był Pier Luigi Nervi.

## Koncerty
- 6 września 1987 – Madonna – Who’s That Girl World Tour[1]
- 16 czerwca 2012 – Madonna – MDNA Tour